# In Pursuit of Polly
In Pursuit of Polly è un film muto del 1918 diretto da Chester Withey che ha come interprete principale Billie Burke.

## Trama
Figlia in un ricco commerciante di cotone, Polly Marsden ha tre pretendenti: Talbot Sturgie, Larry O'Malley e O'Leary. La ragazza si fidanza con tutti e tre ma suo padre le ingiunge di prendere una decisione. Così Polly annuncia a tutti che sposerà colui che riuscirà a raggiungere la sua macchina da corsa. Scambiando i vestiti con la cameriera, Polly abbandona l'automobile, imbarcandosi su uno yacht. Le sue manovre attirano l'attenzione di Emile Kremer, una spia tedesca, e quella di Colby Mason, un agente segreto degli Stati Uniti. In una girandola di avventure che vedono coinvolta la giovane ereditiera, alla fine Mason arresta Polly. Papà Marsden arriva per garantire l'identità della figlia. La ragazza, allora, annuncia che, essendo stata catturata da Mason, sceglie lui come marito. A quella dichiarazione, l'uomo si dichiara contento di accettarla in moglie.

## Produzione
Il film fu prodotto dalla Famous Players-Lasky Corporation. Molte delle scene in esterno furono girate a Oyster Bay, a Long Island.

## Distribuzione
Il copyright del film, richiesto dalla Famous Players-Lasky Corp., fu registrato il 17 agosto 1918 con il numero LP12760.
Distribuito dalla Paramount Pictures, il film - presentato da Adolph Zukor - uscì nelle sale cinematografiche statunitensi il 19 agosto o il 1º settembre 1918. È conosciuto anche con il titolo The Pursuit of Polly.
Non si conoscono copie ancora esistenti della pellicola che viene considerata presumibilmente perduta.